# Ferrocarril Central del Uruguay
El Ferrocarril Central del Uruguay fue la primera empresa ferroviaria del país, propiamente de capitales uruguayos. Fue el inicio de la comercialización y fuente de comunicación de Uruguay.

## Historia
La red ferroviaria uruguaya fue fundamental para la comercialización de Uruguay, y para las diversas comunicaciones del territorio junto con los países limítrofes, observando ya la decentralización de las capitales del negocio ferroviario. Antes de su inauguración ya existían algunos kilómetros de vías ferroviarias que conducían todas a un mismo lugar: Montevideo.
Los inicios del ferrocarril se remontan a 1866 cuando se crea la empresa Ferrocarril Central del Uruguay, una sociedad anónima de capitales nacionales a la cual el estado le otorga la concesión para explotar el servicio ferroviario. 
En un principio logran recaudar los fondos necesarios para concretar las  obras del tramo de 17 km de extensión entre la estación Bella Vista (hoy estación Lorenzo Carnelli) en Montevideo y estación Las Piedras en el departamento de Canelones, la cual es inaugurada en 1869.
Posteriormente mediante  convenios se logra llegar a más capitales que permitan seguir extendiendo el tramo, sobre todo hacia los centros de producción agropecuaria. Es así que en 1872 se logra extender  el tramo que una Las Piedras con la ciudad de Canelones y finalmente en mayo de 1874 circula el tren que une por primera vez Montevideo con Durazno. 

La imposibilidad de que capitales nacionales inviertan en la empresa, hace que en 1878, la  la empresa Ferrocarril Central sea adquirida por la Central Uruguay Railway Company  significando la desnacionalizacion del ferrocarril. 
Para poder llevar una cierta organización ferroviaria, desde 1884 hasta 1889 se utilizan las Leyes Fundamentales Ferroviarias, permitiendo una base jurídica para esta institución. Este hecho permitió que en 1913 las vías comunicaran a Uruguay con Brasil. Pero, uno de los problemas notorios que tuvo la construcción de las vías, fue la gran presencia de ríos y arroyos presentes en el territorio uruguayo, significando esto una inversión monetaria mayor para su construcción.
En cuanto a avances ferroviarios, en 1884 las vías se extienden al oeste y el Puerto Sauce, donde actualmente se encuentra Juan Lacaze.Luego, en 1886 se realiza la vía hacia Maldonado y Punta del Este. En 1888 se amplía hacia Durazno, Trinidad, nordeste y palmar de Pando a Minas, llegando al departamento de Treinta y Tres.

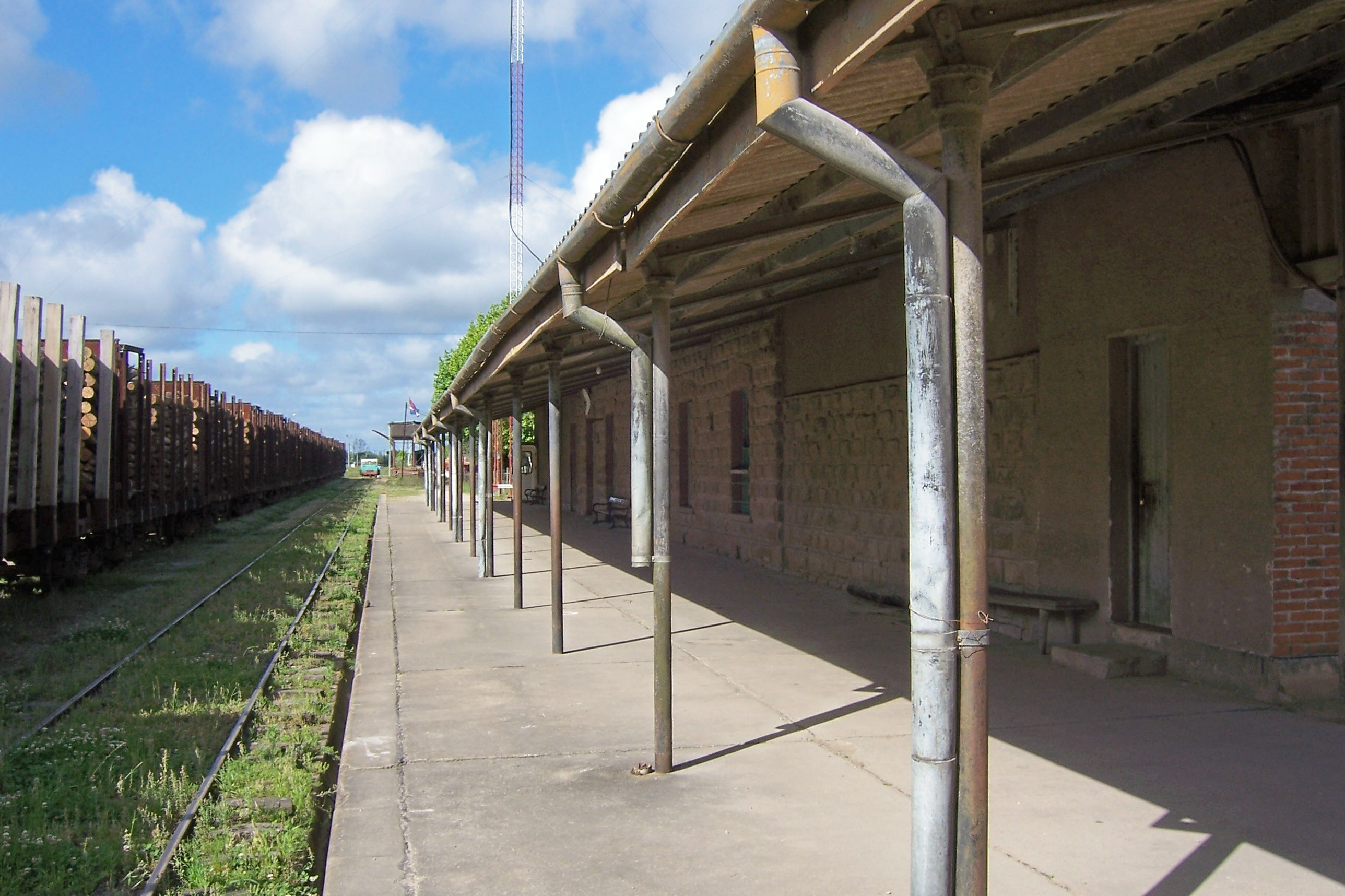
Estación Tacuarembó.

De esta manera, se llega a la fecha de 1889 con la casi completa decentralización del ferrocarril llegando a gran parte del país y uniendo toda la Cuenca del Plata.